# Hotel Jagdhof Glashütte
Das Hotel Jagdhof Glashütte ist ein Fünf-Sterne-Luxushotel und gehört zur Hotelvereinigung Relais & Châteaux. Es liegt wenige Kilometer vom Rothaarsteig entfernt, in der gleichnamigen Siedlung Glashütte, Gemeinde Bad Laasphe, Nordrhein-Westfalen.

## Auszeichnungen
Das Hotel und die dazugehörigen Restaurants haben mehrere Auszeichnungen. Das Hotel wurde im Rating „Die 101 Besten Hotels Deutschlands“ mehrmals gelistet. Im „Schlummer Atlas 2024“ lag es unter den Top 50 besten Hotels. Die Köche des hoteleigenen Restaurants Ars Vivendi erhielten sieben Mal einen Michelin-Stern des Guide Michelin.